# شارليس بواتينغ
شارليس بواتينغ (بالإنجليزية: Charles Boateng)‏ (14 ديسمبر 1989 في غانا - ) هو لاعب كرة قدم غاني في مركز الوسط. شارك مع منتخب غانا تحت 17 سنة لكرة القدم. أما مع النوادي، فقد لعب مع نادي ديجون ونادي روان ونادي نانيا وTema Youth F.C. ‏ ويو أس أفرانش.

## وصلات خارجية
- شارليس بواتينغ على موقع الاتحاد الدولي (مؤرشف)  (الإنجليزية)
- شارليس بواتينغ على موقع رابطة كرة القدم الفرنسية للمحترفين (الإنجليزية)
- شارليس بواتينغ على موقع قاعدة بيانات كرة القدم.إي يو (الإنجليزية)
- شارليس بواتينغ على موقع Soccerway.com (الإنجليزية)